# Enterokromaffin cell
Enterokromaffina (EC) celler,  eller "Kulchitskys celler",  är en typ av enteroendokrina och neuroendokrina celler som förekommer i epitelet i mag-tarmkanalen och i luftvägarna och som släpper ut serotonin som signalsubstans till närliggande afferenta nerver tillhörande det enteriska nervsystemet (ENS). Dessa nervceller har inte några nervändar som slutar i lumen, och kräver således hormonell signalering från de enterokromaffina cellerna för att få information om de kemiska och mekaniska förhållandena där. 

## Fördelning
I människans mag-tarmkanal är EC-cellerna vitt utspridda i magens, tunntarmens och tjocktarmens epitel.

## Funktion
De enterokromaffina cellerna använder det hastighetsbegränsande enzymet tryptofanhydroxylas-1 (TPH-1) för att syntetisera serotonin, och de innehåller ca 90% av kroppens förråd av det.
I mag-tarmkanalen reagerar de på kemiska, mekaniska eller sjukdomsindikerande retningar i lumen genom att utsöndra serotonin. Detta ökar mängden tarmsekret och tarmrörelse, och via vagusnerven (via 5-HT3-receptorer) förmedlas signalen till hjärnan. Detta är en viktig mekanism för att reglera illamående och kräkning. Ondansetron är en antagonist till 5-HT3-receptom och är ett effektivt läkemedel mot kräkning.

## Ursprung
De enterokromaffina cellerna härrör från samma stamceller som ger upphov till tarmepitelet, och inte från neurallisten som det enteriska nervsystemet uppstår ur.

## Etymologi
Cellerna kallas "entero" vilket innebär relaterat till tarmen och "kromaffin" på grund av att de binder kromsalter, en egenskap som de delar med andra katekolaminproducerande celler, bland annat i binjuremärgen.

## "Enterkromaffin-liknande celler"
En annan typ av krombindande celler finns bara i magsäcksväggen och kallas enterokromaffin-liknande celler (ECL). De ser ut som EC-celler, men innehåller inte serotonin.
ECL-celler svarar på gastrin från G-celler och de frisätter histamin vilket stimulerar parietalcellerna att producera magsaft.

## Sjukdomar
De neuroendokrina stamcellerna som ger upphov till enterokromaffina celler i bronkepitelet kan vara ursprungscellerna till småcellig lungcancer.